# Transhumancja
Transhumancja (inaczej: pasterstwo transhumancyjne) – rodzaj pierwotnej, ekstensywnej formy pasterstwa, niesłusznie czasem zwanej koczownictwem. W odróżnieniu od klasycznego koczownictwa transhumancja polega na sezonowych, stałych przegonach stad między pastwiskami zimowymi (na równinach podgórskich, w dolinach itp.) i pastwiskami letnimi (górskimi), jednak jego ośrodkiem pozostaje stała osada – wieś, gdzie część ludności trudni się uprawą roli.

## Gospodarka

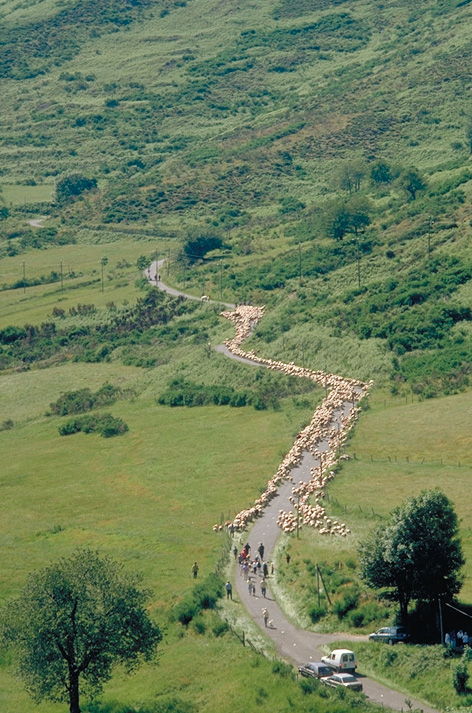
Stado owiec przemieszczające się wzdłuż drogi publicznej w Masywie Centralnym we Francji

Społeczności transhumancyjne ze względu na niezupełną samowystarczalność utrzymywały wymianę gospodarczą z innymi społecznościami, np. z ludnością rolniczą z nizin czy z miastami, gdzie zaopatrywano się w wyroby rzemieślnicze, oferując na wymianę (sprzedaż) własne nadwyżki produkcyjne. Tradycyjne produkty kultur transhumancyjnych, które w nadwyżkach przeznaczane były do wymiany, to: ser, skóry i wyroby skórzane, zwierzęta rzeźne (pierwotnie owce i kozy, później również woły i świnie), drobna snycerka. Wraz ze wzrostem zaludnienia i pogarszaniem się możliwości utrzymania tylko z samego pasterstwa (oraz ewentualnie drobnego rzemiosła) ludność nadwyżkowa, zwłaszcza mężczyźni, migrowała na stałe lub sezonowo jako pracownicy najemni, a także jako wędrowni rzemieślnicy-handlarze oferujący specyficzne produkty wytwarzane w sezonie zimowym w rodzimych wioskach, np. dziegieć.

## Tożsamość

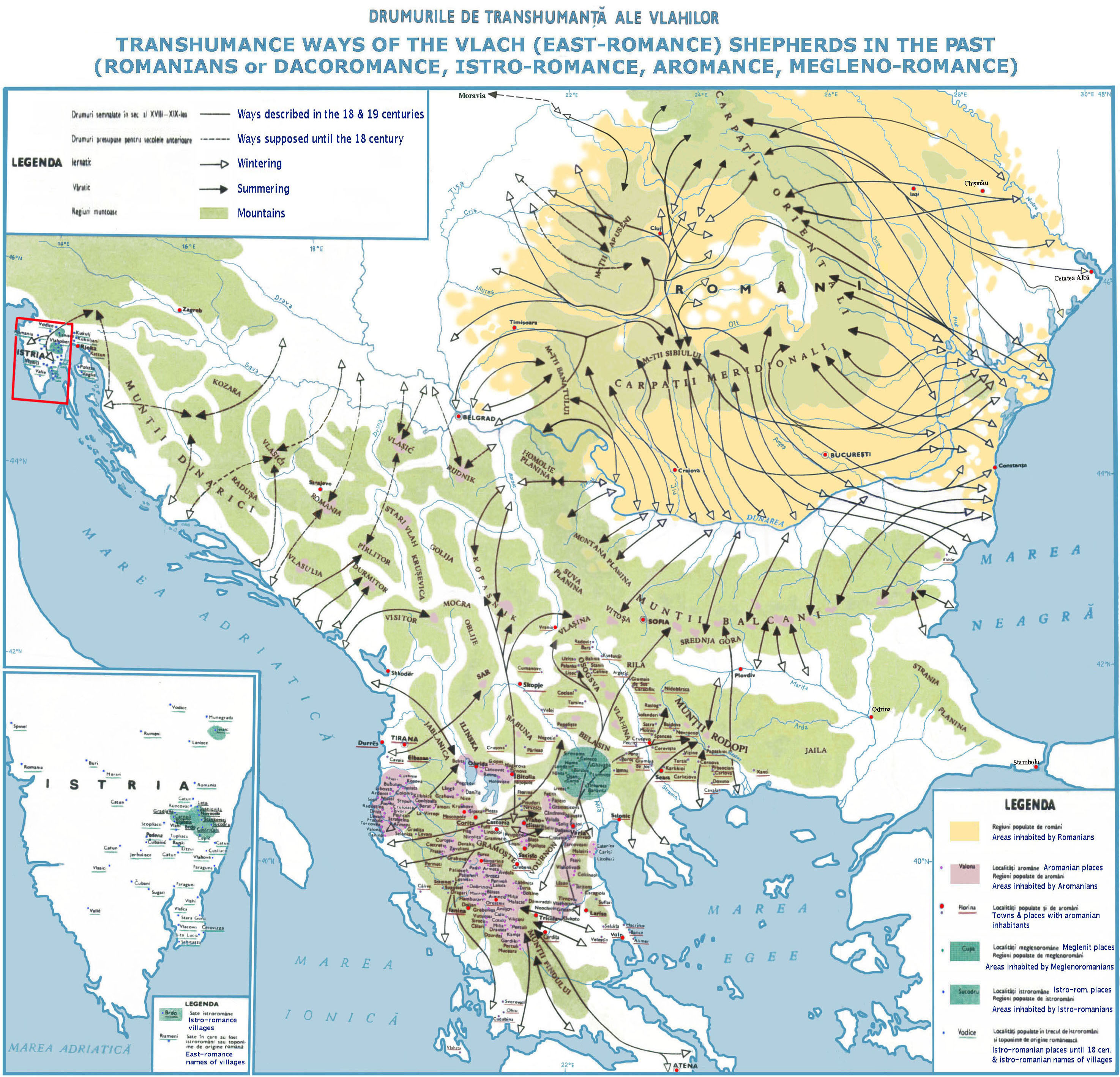
Dawne trasy migracji trashumancyjnych ludności romanojęzycznej na Bałkanach

Ze względu na zajmowanie trudno dostępnych obszarów górskich oraz na ograniczone kontakty, społeczności transhumancyjne cechowało duże poczucie tożsamości (jeśli nie etnicznej, to na pewno rodowej), zwłaszcza w stosunku do ludności nizin. Odrębność ta była zaakcentowana innym językiem, wyznaniem, strukturą społeczną. Dobrym i najlepiej znanym w Polsce przykładem jest odrębność Arumunów na Bałkanach, czy też reliktowa już zupełnie społeczność Karakaczanów (greckojęzyczni górale w Bułgarii). Reliktem poczucia odrębności jest też wciąż żywa kultura polskiego Podhala.

## Transhumancja współcześnie
W Europie pasterstwo transhumancyjne zanikło kilkadziesiąt lat temu. Tradycyjne społeczności transhumancyjne wobec spadku opłacalności ekstensywnego pasterstwa zostały gospodarczo zmarginalizowane, górskie wioski wyludniły się w wyniku masowych migracji do miast, które oferowały pracę w przemyśle i usługach. Doskonałym przykładem jest zanik rodzimej kultury arumuńskiej na Bałkanach, m.in. w Grecji, gdzie transhumancja sprowadzona została do roli skansenu, a i sama ludność porzuciła swój język i przejęła grekę.
Pewne formy transhumancji występują jeszcze między innymi na Bałkanach, w Skandynawii, Prowansji (Saint-Rémy-de-Provence – „Fête de la transhumance”) i na Półwyspie Iberyjskim, gdzie stosuje się ekstensywny system wypasu na „dehesas”, polegający na pędzeniu bydła wiosną na łąki położone w górach poprzez tzw. canadas. Reliktem transhumancji w Polsce jest redyk.
Poza Europą trahshumancja jest wciąż sposobem ekstensywnego gospodarowania w rejonach górskich – można ją spotkać m.in. w górach Atlas, w Jordanii, Turcji (społeczność Juruków).
W 2019 roku tradycja transhumancji w Austrii, Grecji i we Włoszech wpisana została na listę reprezentatywną niematerialnego dziedzictwa kulturowego ludzkości UNESCO; w 2023 roku wpis ten rozszerzono o transhumancję kultywowaną w Albanii, Andorze, Chorwacji, Francji, Hiszpanii, Luksemburgu i Rumunii.